# Abbotsford (British Columbia)
|                       | Jan   | Feb   | Mär   | Apr   | Mai  | Jun  | Jul  | Aug  | Sep  | Okt   | Nov   | Dez   |   |         |
| Mittl. Tagesmax. (°C) | 5,8   | 8,5   | 11,3  | 14,5  | 17,8 | 20,3 | 23,4 | 23,8 | 21   | 15    | 9,1   | 5,9   | ⌀ | 14,7    |
| Mittl. Tagesmin. (°C) | −0,6  | 0,8   | 2,3   | 4,4   | 7,2  | 9,9  | 11,5 | 11,5 | 8,8  | 5,4   | 2,3   | −0,2  | ⌀ | 5,3     |
|                       |       |       |       |       |      |      |      |      |      |       |       |       |   |         |
| Niederschlag (mm)     | 198,1 | 160,3 | 146,4 | 120,2 | 99,1 | 78,9 | 50,2 | 49,3 | 75,9 | 145,3 | 240,9 | 208,6 | Σ | 1.573,2 |

| −0,6 |

| 0,8 |

| 2,3 |

| 4,4 |

| 7,2 |

| 9,9 |

| 11,5 |

| 11,5 |

| 8,8 |

| 5,4 |

| 2,3 |

| −0,2 |

| −0,6 |

| 0,8 |

| 2,3 |

| 4,4 |

| 7,2 |

| 9,9 |

| 11,5 |

| 11,5 |

| 8,8 |

| 5,4 |

| 2,3 |

| −0,2 |

Abbotsford ist eine Großstadt in Kanada, in der Provinz British Columbia. Ein anderer Name der Stadt ist Matsqui. Abbotsford ist die größte Stadt in der Provinz, die nicht zu Metro Vancouver gehört.

## Geographie
Abbotsford liegt im Westen des Landes, am Rand des sogenannten Lower Mainland von British Columbia, unmittelbar nördlich der Grenze zum US-Bundesstaat Washington und südlich des Fraser River. Nördlich des Fraser River liegt Mission. Westliche Nachbargemeinde ist der Bezirk Langley, während im Osten Chilliwack angrenzt. Mit einer Fläche von 375,55 km² ist Abbotsford nach der Fläche die größte Gemeinde in British Columbia. Die Entfernung nach Vancouver beträgt etwa 70 km.

## Bevölkerung
Die letzte offizielle Volkszählung, der Census 2016, ergab für die Ansiedlung eine Bevölkerungszahl von 141.397 Einwohnern, nachdem der Zensus 2011 für die Gemeinde noch eine Bevölkerungszahl von 133.497 Einwohnern ergab. Die Bevölkerung nahm damit im Vergleich zum letzten Zensus im Jahr 2011 um 5,9 % zu und entwickelte sich damit leicht stärker als der Provinzdurchschnitt, dort mit einer Bevölkerungszunahme von 5,6 %. Auch im Zensuszeitraum 2006 bis 2011 hatte sich die Einwohnerzahl in der Stadt mit 7,4 % leicht stärker als der Provinzdurchschnitt entwickelt, dort mit einer Zunahme um 7,0 %.
Zum Zensus 2016 lag das Durchschnittsalter der Einwohner bei 39,9 Jahren und damit weit unter dem Provinzdurchschnitt von 42,3 Jahren. Das Medianalter der Einwohner wurde mit 39,0 Jahren ermittelt. Das Medianalter aller Einwohner der Provinz lag 2016 bei 43,0 Jahren. Zum Zensus 2011 wurde für die Einwohner der Gemeinde noch ein Medianalter von 37,9 Jahren ermittelt, bzw. für die Einwohner der Provinz bei 41,9 Jahren.
Für den Großraum Abbotsford-Mission ergab der Zensus 2016 eine Bevölkerungszahl von 180.518 Einwohnern und damit einen Bevölkerungszuwachs von 6,1 %.
Einwohnerentwicklung
| Zensus | Abbotsford | Abbotsford       | British Columbia | British Columbia |
| Zensus | Einwohner  | Veränderung in % | Einwohner        | Veränderung in % |
| ------ | ---------- | ---------------- | ---------------- | ---------------- |
| 2016   | 141.397    | +5,9             | 4.648.055        | +5,6             |
| 2011   | 133.497    | +7,4             | 4.400.057        | +7,0             |
| 2006   | 123.864    | +7,2             | 4.113.487        | +5,3             |
| 2001   | 115.463    | +9,5             | 3.907.738        | +4,9             |
| 1996   | 105,403    | +21,3            | 3.724.500        | +13,5            |
| 1991   | 86.928     |                  | 3.282.061        |                  |

## Politik und Gemeinwesen
Die Zuerkennung der kommunalen Selbstverwaltung für die Ansiedlung erfolgte am 22. Februar 1922 (incorporated als Village Municipality). Am 17. November 1972 änderte sich der Status der Ansiedlung dann in den einer Bezirksgemeinde (District Municipality) und am 1. Januar 1995 schließlich in den einer Stadt (City).

### Polizei
Während im größten Teil der Provinz die Division „E“ der Royal Canadian Mounted Police (RCMP) für die Sicherheit zuständig ist, besitzt Abbotsford als eine von nur 12 Gemeinden in British Columbia eine städtische Polizeibehörde, das Abbotsford Police Department. Dieses führt diesen Namen seit 1995 und geht zurück auf das 1955 gegründete „Matsqui Police Department“. Im Jahr 2021 hatte das Department 307 Mitarbeiter (davon etwa 224 Polizeibeamte („sworn officers“)) und ein Budget von etwa 58,6 Millionen C $.

### Bildung
Zum „Abbotsford School District“ (auch „School District 34“) gehören 46 Schulen. Außerdem hat die 1974, noch als College, gegründete University of the Fraser Valley hier ihren Hauptcampus.

## Wirtschaft
Das Durchschnittseinkommen der Beschäftigten aus Abbotsford lag im Jahr 2005 bei unterdurchschnittlichen 22.990 C $, während es zur selben Zeit im Durchschnitt der gesamten Provinz British Columbia 24.867 C $ betrug. Der Einkommensunterschied zwischen Männern (30.786 C $; Provinzdurchschnitt=31.598 C $) und Frauen (17.888 C $; Provinzdurchschnitt=19.997 C $) fällt in Abbotsford etwa größer aus, als im Einkommensvergleich für die gesamte Provinz.
Als wichtigste Beschäftigungsbereiche gelten der Handel sowie der Bereich herstellende Gewerbe.

## Verkehr
Abbotsford liegt am Highway 1, dem Trans-Canada Highway. Weiterhin können über den Highway 11 nach Norden Mission und nach Süden die Vereinigten Staaten erreicht werden.
Rund vier Kilometer südwestlich des Stadtzentrums befindet sich der Flughafen Abbotsford, der von mehreren Charterfluggesellschaften angeflogen wird. Auf dem Flughafengelände findet seit 1962 jeweils im August die Abbotsford International Airshow statt, eine der bedeutendsten Flugschauen des Landes.
An der VIA Rail-Bahnstation der Stadt stoppt der transkontinentale Fernverkehrszug The Canadian der Gesellschaft VIA Rail auf seiner Fahrt zwischen Toronto und Vancouver.
Öffentlicher Personennahverkehr wird örtlich und mit einer Verbindung nach Mission durch das „Central Fraser Valley Transit System“ angeboten, welches von BC Transit betrieben wird.

## Partnerstädte
- Japan, Fukagawa

## Persönlichkeiten

### Söhne und Töchter der Stadt
- Rodney Graham (1949–2022), bildender Künstler
- Tom Overend (* 1953), Eisschnellläufer
- Anna van der Kamp (* 1972), Ruderin und Medaillengewinnerin bei den Olympischen Spielen
- Chad Kroeger (* 1974), Rocksänger
- Alanna Kraus (* 1977), Shorttrackerin, Weltmeisterin
- Justin Kelly (* 1981), Eishockeyspieler
- Ryan Craig (* 1982), Eishockeyspieler
- David Van der Gulik (* 1983), Eishockeyspieler
- Marcel Bruinsma (* 1986), Eishockeyspieler
- Jonny Craig (* 1986), Musiker
- Kyle Cumiskey (* 1986), Eishockeyspieler
- Michael Funk (* 1986), Eishockeyspieler
- Kalvin Sagert (* 1987), Eishockeyspieler
- Steven Marshall (* 1989), Volleyball- und Beachvolleyballspieler
- Dianne Doan (* 1990), Schauspielerin
- Derek Grant (* 1990), Eishockeyspieler
- Tyler Koslowsky (* 1993), Volleyballspieler
- Devon Toews (* 1994), Eishockeyspieler
- Victoria Duffield (* 1995), Sängerin, Schauspielerin und Tänzerin
- Chase Claypool (* 1998), American-Football-Spieler

### Personen mit Beziehung zur Stadt
- Hildor Janz (1921–2007), hier verstorbener Mitbegründer des Missionswerkes „Janz Team“

## Sonstiges
Der Gur-Sikh-Tempel ist der älteste heute noch bestehende Sikh-Tempel Nordamerikas.
Außer in Maple Ridge wurden Teile des 2007 erschienenen Katastrophenfilms Meteor – Der Tod kommt vom Himmel (mit Sheree J. Wilson als Hauptdarstellerin) auch in Abbotsford gedreht.